# 孟姫 (斉)
孟姫（孟姬、もうき、生没年不詳）は、斉の孝公の夫人。
孟姫は華氏の長女として生まれた。礼をたいへん好み、嫁入りの時期になると、斉国中から求婚者が現れたが、礼が備わっていないと言って応じようとしなかった。斉の孝公が彼女の評判を聞くと、自ら孟姫の父母を訪ねて礼を尽くし、孟姫を後宮に迎えた。3月に祖先の廟で祭礼をおこなった後に、夫婦の交わりをおこなった。
孝公が瑯琊に遊んだとき、孟姫も車に乗って従ったが、事故に遭って車が大破し、孟姫は落下してしまった。孝公は馬車を用意して孟姫を連れ帰ろうとしたが、孟姫は「后妃が境を越えるときには必ず安車・輜軿に乗り、堂を下るときには必ず傅母・保阿に従わなければならない。いま立てられた車には軿がないので、命に従うことができない」といって応じなかった。孝公が安車を用意して取って返したころには、孟姫は意識を失っていた。傅母が輜軿の備わった車がやってきたことを話すと、孟姫は意識を回復し、車に乗って帰った。